# 三道湖镇
三道湖镇，是中华人民共和国吉林省白山市靖宇县下辖的一个乡镇级行政单位。

## 行政区划
三道湖镇下辖以下地区：
和平社区、育红社区、西沟社区、煤矿社区、白江河社区、龙湾社区、三合村、大井村、向阳村、岳家村、支边村、东沟村、太平村、东兴村、四道沟村、清河村、清江村、燕平村、护林村、永安村、白江河村、继红村和新农村。